# 荒漠跳鼠
荒漠跳鼠（學名Eremodipus lichtensteini），屬於囓齒目跳鼠科，分佈在中亞的哈薩克斯坦、土庫曼斯坦和烏茲別克斯坦。